# Personenkilometer
Personenkilometer (oder Passagierkilometer; Abkürzung: Pkm) ist eine betriebswirtschaftliche Kennzahl für die Verkehrsleistung im Personenverkehr. Sie gibt die zurückgelegte Distanz aller beförderten Personen an. Das Pendant im Güterverkehr sind die Tonnenkilometer (tkm).

## Allgemeines
Die Kennzahl der Personenkilometer bemisst die Verkehrsleistung im Personenverkehr zu Lande (öffentlicher Personennahverkehr: Omnibusse, Taxi; Schienenverkehr: Personenzüge, Straßenbahnen), zu Wasser (Binnenschifffahrt: Fähren, Personenschiffe; Seeschifffahrt: Passagierschiffe, Kreuzfahrtschiffe) und in der Luft (Passagierluftfahrt).
Personenkilometer ist eine allgemeine Maßeinheit für die Verkehrsleistung von Personen, unabhängig davon, zu welchem Fahrtzweck (Berufsverkehr, Dienst- oder Geschäftsreise, Freizeitverkehr, Urlaubsverkehr) und auf welche Art eine Ortsveränderung erfolgt. Im deutschsprachigen Raum wird Personenkilometer insbesondere beim öffentlichen Personenverkehr verwendet. So spricht das deutsche Personenbeförderungsgesetz (PBefG) ebenfalls von „Personen-Kilometern“ (§ 45a Abs. 2 Satz 1 PBefG). Durch die Globalisierung – und unter maßgeblichem Einfluss des internationalen Flugverkehrs – wird zunehmend der Begriff Passagierkilometer verwendet.

## Berechnung
Die Kennzahl ergibt sich aus dem Produkt zwischen der transportierten Anzahl von Passagieren (englisch Passenger Kilometers Transported, {\displaystyle PKT}) und der dabei zurückgelegten Wegstrecke in Kilometern ({\displaystyle km}):
{\displaystyle Pkm=PKT\cdot km}.
Je mehr Personen über eine Wegstrecke transportiert werden, umso höher ist die Kennzahl „Pkm“. Das gilt auch, wenn die gleiche Personenzahl über eine längere Wegstrecke transportiert wird. Entsprechend ist „1 Pkm“ die Beförderung eines Passagiers über einen Kilometer.

## Luftverkehr
Im Luftverkehr wird zur Ermittlung der Passagierkilometer die Distanz zwischen zwei Orten theoretisch festgelegt, Umwege werden ignoriert. Im globalen Verkehr wird zur Ermittlung dieser Distanz die Orthodrome (Großkreisentfernung) verwendet, also die kürzeste Verbindung zweier Punkte auf der Erdoberfläche. Weil das naturgemäß auf ein Jahr gerechnet eine sehr große Zahl ergibt, wird sie in Millionen oder Milliarden angegeben.
Unterschieden wird zwischen dem Sitzladefaktor (Passagierluftfahrt) und dem Nutzladefaktor (Luftfracht). Der Sitzladefaktor berücksichtigt die Passagierkilometer (auch Sitzkilometer oder englisch Revenue Passenger Kilometers, {\displaystyle RPK}) durch Gegenüberstellung der verkauften (englisch Passenger Kilometers Transported, {\displaystyle PKT}) mit den angebotenen Passagierkilometern (englisch Passenger Kilometers Offered, {\displaystyle PKO}):
{\displaystyle {\text{RPK}}={\frac {\text{PKT}}{\text{PKO}}}}.
Der Sitzladefaktor steigt, je mehr Sitzplätze innerhalb einer Rechnungsperiode verkauft werden können.
Sitzladefaktor und Nutzladefaktor werden zum Ladefaktor zusammengefasst. Der Ladefaktor ist abhängig von der Produktivität der Airline, vom eingesetzten Flugzeugtyp (Größe) und dem Tarif-Mix (Anteil der Sondertarife, First Class, Economy Class usw.). Die Ladefaktoren eignen sich für Betriebsvergleiche der Fluggesellschaften untereinander und werden jährlich von der IATA veröffentlicht. Nach Passagierkilometern gemessen waren in den letzten Jahren abwechselnd die US-Fluggesellschaften American Airlines, Delta Air Lines und United Airlines mit erheblichem Abstand die größten Fluggesellschaften der Welt.

## Statistik
Die Personenkilometer werden in Statistiken insbesondere über die Beförderungsleistung und den Modal Split verwendet.
| Jahr | Busse und Bahnen Liniennahverkehr (in Milliarden Pkm) | Busse und Bahnen Linienfernverkehr (in Milliarden Pkm) | Taxi und Mietwagen (in Milliarden Pkm) |
| ---- | ----------------------------------------------------- | ------------------------------------------------------ | -------------------------------------- |
| 2018 | 107,5                                                 | 49,6                                                   | 2,98                                   |
| 2019 | 107,9                                                 | 50,7                                                   | 3,01                                   |
| 2020 | 72,0                                                  | 25,4                                                   | 1,80                                   |

In Statistiken spielt die Messzahl der Personenkilometer beispielsweise eine Rolle, wenn die unterschiedlichen Fahrtzwecke untersucht werden. So ist in Deutschland der Berufsverkehr ein wichtiger Bestandteil des Individualverkehrs und weist nach dem Urlaubs- und Freizeitverkehr den zweithöchsten Anteil am Personenverkehrsaufwand (gemessen in Personenkilometer) auf:
| Personenverkehrsaufwand nach Fahrzweck (in Milliarden Personenkilometern) | 2003   | 2017   |
| ------------------------------------------------------------------------- | ------ | ------ |
| Urlaubs- und Freizeitverkehr                                              | 43,6 % | 38,9 % |
| Berufs- und Ausbildungsverkehr                                            | 20,4 % | 20,5 % |
| Einkaufsverkehr                                                           | 17,2 % | 15,8 % |
| Geschäfts- und Dienstreiseverkehr                                         | 12,5 % | 20,2 % |
| Begleitfahrten                                                            | 5,2 %  | 4,6 %  |

Danach ist der Urlaubs- und Freizeitverkehr zwar immer noch führend, doch hat der Geschäfts- und Dienstreiseverkehr seinen Anteil stark erhöht. Die anderen Verkehre haben sich kaum verändert.

## Wirtschaftliche Aspekte
Transportunternehmen gehören zum personalintensiven Dienstleistungssektor, so dass die Personalkosten meist die größte Kostenart darstellen. Da Personalkosten hier überwiegend als Fixkosten einzustufen sind, ist die Kapazitätsauslastung (oder Belegungsgrad) der Transportunternehmen von erheblicher Bedeutung.
Deshalb sind Personen- oder Passagierkilometer eine bedeutende betriebswirtschaftliche Kennzahl im Personenverkehr. Die in der Beförderungsleistung zum Ausdruck kommende Kennzahl ist nicht nur ein Maß für die Planung, Durchführung, Abrechnung und Statistik kommerziell erbrachter Beförderungsleistungen, sondern reflektiert die Kapazitätsauslastung und die erzielten Umsatzerlöse. Die Kennzahl wird bei Erhebungen von Verkehrsunternehmen, -verbünden und von Staaten genutzt.
Mit der Kennzahl kann die Kapazitätsauslastung von Transportmitteln berechnet werden. Je höher die Auslastung des Transportmittels ist, umso eher wird vom Beförderungsunternehmen die Gewinnschwelle erreicht. Ein betriebswirtschaftliches Ziel besteht darin, „Leerfahrten“ zu minimieren, um die hierbei entstehenden Leerkosten zu vermindern und in Nutzkosten zu verwandeln. Die Reduzierung der Leerkosten geht mit der Erhöhung der verkauften Passagierkilometer einher. Bei Vollauslastung (100 %) gibt es entsprechend keine Leerkosten. Die Gewinnschwelle wird meist bei einer Auslastung von 60–70 % erreicht.
In Staaten, in denen das metrische System nicht geläufig ist (z. B. USA, Vereinigtes Königreich), wird statt des Personen- oder Passagierkilometers mit Passagiermeilen (englisch passenger miles) gerechnet.